# Плавица (приток Плавы)

Плавица — река в России, протекает в Плавском районе Тульской области. Левый приток Плавы.

## География
Плавица берёт начало у деревни Лидинка. Течёт на север. На реке расположено множество небольших населённых пунктов. Устье реки находится в 59 км по левому берегу реки Плава. Длина реки составляет 30 км.

## Данные водного реестра
По данным государственного водного реестра России относится к Окскому бассейновому округу, водохозяйственный участок реки — Упа от истока и до устья, речной подбассейн реки — Бассейны притоков Оки до впадения Мокши. Речной бассейн реки — Ока.
По данным геоинформационной системы водохозяйственного районирования территории РФ, подготовленной Федеральным агентством водных ресурсов:
- Код водного объекта в государственном водном реестре — 09010100312110000019366
- Код по гидрологической изученности (ГИ) — 110001936
- Код бассейна — 09.01.01.003
- Номер тома по ГИ — 10
- Выпуск по ГИ — 0